# Rapt d'enfant (film)
Pour plus de détails, voir Fiche technique et Distribution.
Rapt d'enfant (Miss Fane's Baby Is Stolen) est un film américain réalisé par Alexander Hall, sorti en 1934.

## Fiche technique
- Titre original : Miss Fane's Baby Is Stolen
- Titre français : Rapt d'enfant
- Réalisation : Alexander Hall
- Scénario : Adela Rogers St. Johns d'après le roman de Rupert Hughes
- Photographie : Alfred Gilks
- Société de production : Paramount Pictures
- Pays de production : États-Unis
- Format : Noir et blanc - 1,37:1
- Genre : drame
- Durée : 70 minutes
- Date de sortie : 1934

## Distribution
- Dorothea Wieck : Miss Madeline Fane
- Alice Brady : Molly Prentiss
- Baby LeRoy : Michael Fane
- William Frawley : Capitaine Murphy
- George Barbier : MacCready
- Alan Hale : Sam
- Jack La Rue : Bert
- Dorothy Burgess : Dotty
- Florence Roberts : Agnes
- Irving Bacon : Joel Prentiss
- George McFarland : Johnny Prentiss